# Artistas de la corte Tudor

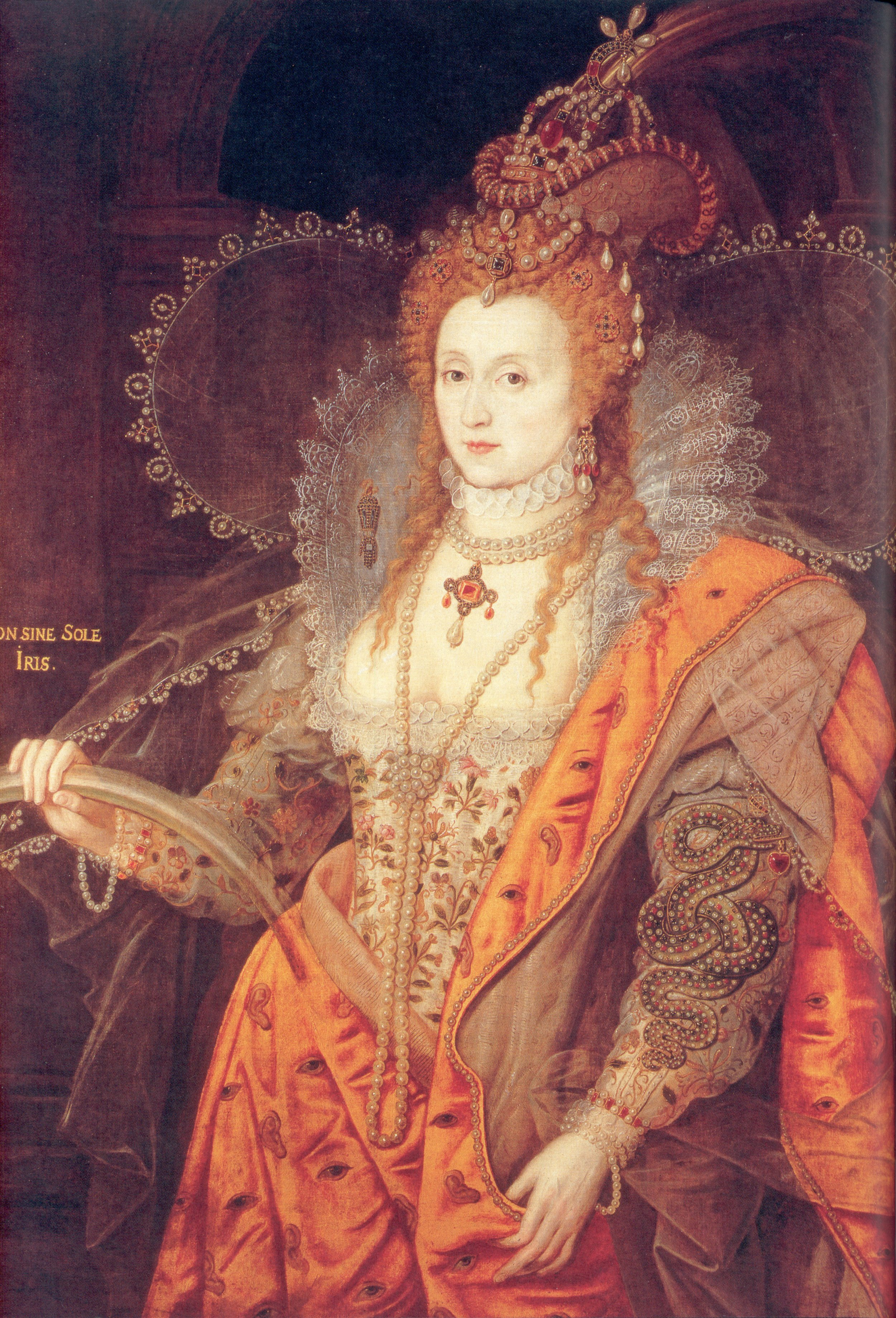
El Retrato del arco iris, una imagen de Isabel I como la «Reina del amor y la belleza» de Isaac Oliver c. 1600, personifica la elaborada iconografía asociada con el retrato posterior de la corte Tudor.

Los artistas de la corte Tudor fueron pintores e iluminadores contratados por los monarcas de la dinastía Tudor de Inglaterra y sus cortesanos entre 1485 y 1603, desde el reinado de Enrique VII de Inglaterra hasta la muerte de Isabel I.
Normalmente dirigiendo un grupo de asistentes y aprendices en un taller o estudio, muchos de estos artistas produjeron obras en varias disciplinas, incluyendo retratos en miniatura, retratos en panel a gran escala en madera, manuscritos iluminados, emblemas heráldicos y elaborados esquemas decorativos para máscaras, torneos y otros eventos.

## Aislamiento e iconografía

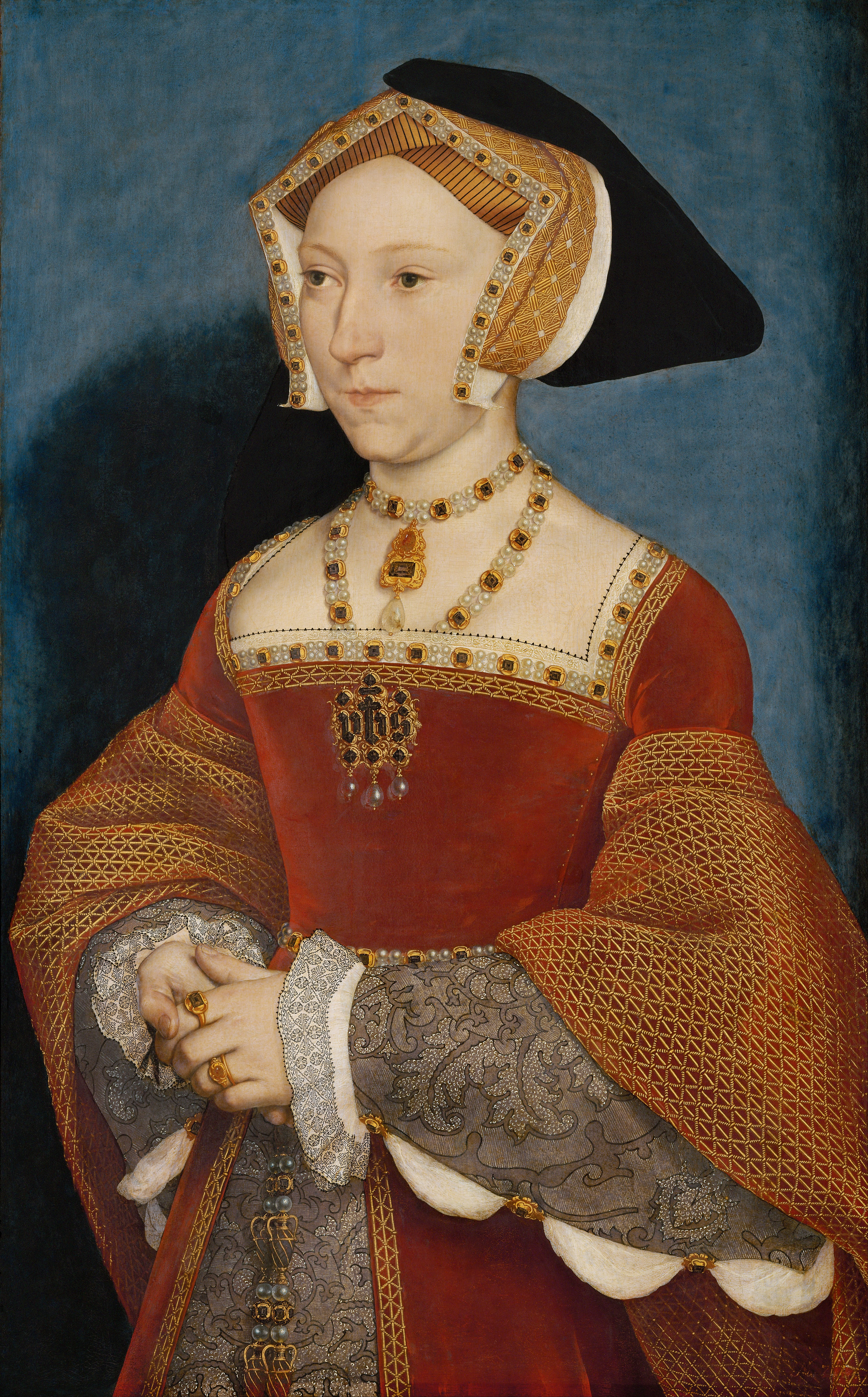
Retrato de Jane Seymour porby Holbein, 1536–1537.

El período Tudor fue un período de inusual aislamiento de las tendencias europeas para Inglaterra. Al principio, la Guerra de las Dos Rosas habían interrumpido enormemente la actividad artística, que aparte de la arquitectura había alcanzado un punto muy bajo en 1485. La dinastía yorkina derrocada por los Tudor había estado muy unida a sus aliados borgoñones, y los diplomáticos ingleses tenían sus retratos pintados por los mejores pintores neerlandeses de los primeros tiempos - Edward Grimston de Petrus Christus y Sir John Donne de Hans Memling (ambos en la National Gallery de Londres). Sin embargo, ambos fueron pintados en el extranjero. En el período Tudor se reclutaban artistas extranjeros que a menudo eran acogidos generosamente por la corte inglesa, al igual que en otras partes artísticamente marginales de Europa como España o Nápoles. Los pintores neerlandeses siguieron siendo predominantes, aunque la influencia francesa también fue importante tanto en Lucas Horenbout como en Nicholas Hilliard, respectivamente el fundador y el mayor exponente de la tradición distintivamente inglesa del retrato en miniatura.

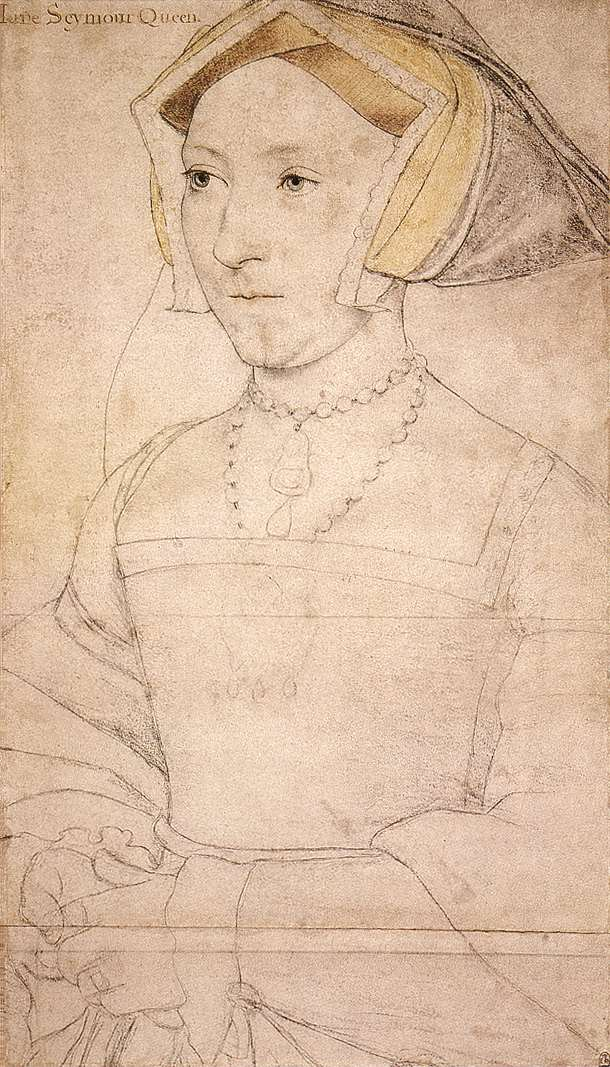
Dibujo de Jane Seymour por Holbein, 1536–1537.

Con la virtual extinción de la pintura religiosa en la Reforma protestante, y el poco interés en la mitología clásica hasta el final del período, el retrato fue la forma de pintura más importante para todos los artistas de la corte Tudor, y la única que sobrevivió en número. Cuántos de ellos también se han perdido se puede ver en el libro de Holbein —casi todas las páginas de la Colección Real— que contiene dibujos preparatorios para los retratos de ochenta y cinco dibujos, solamente un puñado han sobrevivido a las pinturas de Holbein, aunque a menudo han sobrevivido copias. Los retratos van desde la miniatura informal, casi invariablemente pintada de la vida en el curso de unos pocos días y destinada a la contemplación privada, hasta los últimos retratos a gran escala de Isabel I de Inglaterra como el Retrato del Arco Iris, lleno de iconografía simbólica en el vestido, joyas, fondo e inscripción.
También se gastó mucha energía en la pintura decorativa de los accesorios, a menudo de naturaleza muy temporal. En teoría, los «Pintores Serjeant» del rey, un pintor de rango inferior, hacían la mayor parte de esto, probablemente a los diseños de los más elevados «Pintores del Rey» (o de la Reina), pero está claro que ellos también dedicaban tiempo a esto, como lo hacían los artistas de la corte en toda Europa. También estaba el Master of the Revels, cuya cargo era responsable de los festivales y torneos, y sin duda pidió ayuda a los artistas y a los Pintores Serjeant.
La joyería y la metalurgia se consideraban extremadamente importantes, y se gastaba mucho más en ellas que en pintura. Holbein produjo muchos diseños espectaculares para los ahora desaparecidos adornos de mesa en metales preciosos, y Hilliard era también un orfebre practicante. Los principales intereses artísticos de Enrique VIII de Inglaterra eran la música, la construcción de palacios y los tapices, de los cuales tenía más de 2.000 piezas, que costaban mucho más de lo que nunca gastó en pintores. El conjunto flamenco con la Historia de Abraham todavía en el Palacio de Hampton Court es un gran conjunto de finales de su reinado.

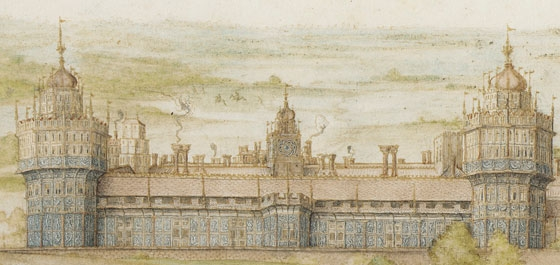
Detalle de la acuarela de 1568 de Joris Hoefnagel de la fachada sur del Palacio de Nonsuch, una de las dos únicas imágenes buenas, que difieren considerablemente. Los relieves de estuco se muestran en gris azulado.

Isabel I gastó mucho menos, apenas construyó nada ella misma, pero se interesó personalmente en la pintura, manteniendo su propia colección de miniaturas bajo llave, envueltas en papel en el que escribió los nombres de la niñera. Se dice que tenía pinturas suyas quemadas que no coincidían con la imagen icónica que deseaba que se le mostrara.
El palacio más progresista y espectacular del período Tudor, el Palacio de Nonsuch, iniciado por Enrique VIII en 1538 un poco al sur de Londres, estaba cubierto por dentro y por fuera con cantidades prodigiosas de relieves de estuco esculpido figurativo —todo el conjunto abarcaba más de 2.000 metros cuadrados (21.000 pies cuadrados)—. Probablemente también había mucha pintura decorativa. En cuanto a la obra similar del castillo de Fontainebleau, con la que Nonsuch estaba ciertamente destinado a competir y a eclipsar, se trajeron italianos para proporcionar una auténtica obra manierista, por mucho que el plan general siguiera siendo inglés. Los fragmentos dispersos y las imágenes que han sobrevivido sugieren que los impresionantes relatos de los visitantes no eran exagerados.

## Una comunidad de artistas

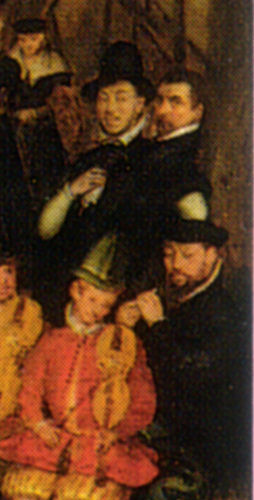
¿Artistas flamencos exiliados en Inglaterra? Detalle de A Fête at Bermondsey.

Muchos de los artistas activos en la corte de los Tudor estaban conectados por lazos familiares, matrimonio y formación. Lucas Horenbout (a menudo llamado Hornebolt en Inglaterra), que comenzó a pintar e iluminar para Enrique VIII a mediados de la década de 1520, fue acompañado en su taller por su hermana Susannah, que también era iluminadora. Está generalmente aceptado que Lucas Horenbout enseñó a Hans Holbein el Joven las técnicas de pintura de miniaturas en vitela cuando Holbein fue contratado por Enrique VIII de Inglaterra a principios de 1530.
El padre de Lucas y Susanna Horenbout, Gerard Horenbout —posiblemente fue el maestro de James IV de Escocia —- fue un miembro activo de la escuela de ilustradores de manuscritos de Gante-Brujas y también trabajó brevemente en la corte Tudor. En Brujas, Gerard se asoció con Sanders Bening o Benninck y su hijo Simon Bening, con quien trabajó en las ilustraciones para el Breviario Grimani . La hija mayor de Simon Bening, Levina Teerlinc también fue entrenada como iluminadora. Entró al servicio de Enrique VIII a finales de 1546 tras la muerte de Holbein (1543) y Lucas Horenbout (1544), y permanecería como pintora de la corte del hijo de Enrique, Eduardo VI de Inglaterra,  y como pintora y dama de honor de sus dos hijas, María I e Isabel. Levina Teerlinc, a su vez, enseñó el arte de la iuminación a Nicholas Hilliard, un aprendiz de orfebre que se casaría con la hija del joyero de la reina Isabel y se convertiría en el miniaturista supremo de la época. John Bettes the Elder le enseñó a su hijo, John the Younger, a Hilliard. El estudiante más famoso de Hilliard, Isaac Oliver, más tarde iluminador con Ana de Dinamarca y Enrique, Príncipe de Gales, estaba casado con la sobrina de Marcus Gheeraerts el Joven. Gheeraerts también era cuñado del aprendiz de Lucas de Heere, John de Critz el Viejo, quien llevó la dinastía al período Estuardo y fue sucedido como Pintor Serjeant por su hijo. De Heere también fue un refugiado religioso de Flandes; aunque los trastornos de la Reforma protestante actuaron para reducir los contactos artísticos, especialmente con Italia, Inglaterra también podría beneficiarse de ellos.

### Residentes

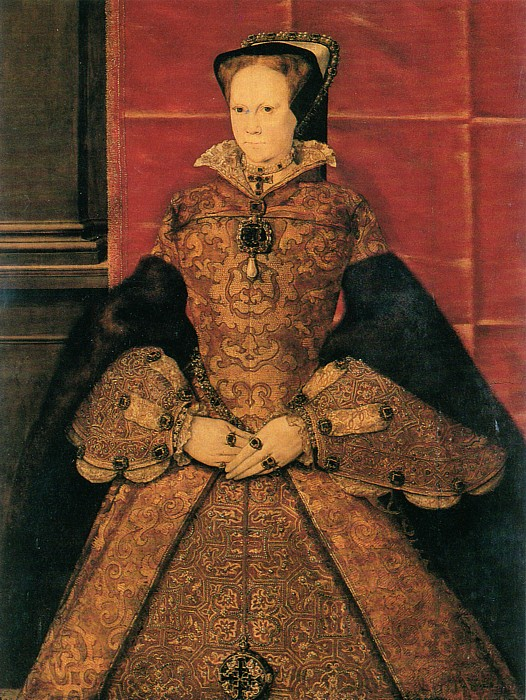
María I de Inglaterra por Hans Eworth, c. 1555.

- Meynnart Wewyck (Maynard Vewicke), residente de ca. 1502-1525, pintor de «pictogramas» o retratos de panel tanto a Enrique VII como a Enrique VII.[12]
- Lucas Horenbout, pionero de la miniatura en retratos, pintor del rey desde 1531 hasta su muerte en 1544
- "Antony Toto" y Bartolommeo Penni.
- Hans Holbein el Joven, pasó muchos años en dos visitas, pintando los mejores retratos del período Tudor.
- Levina Teerlinc, miniaturista y dama de honor.
- John Bettes el Viejo, contratado para trabajos decorativos en Whitehall de 1531 a 1533; también pintor de retratos y miniaturista.[13]
- Gerlach Flicke, o "Garlicke" en algunos documentos ingleses, retratista alemán, en Londres desde c. 1545 hasta su muerte en 1558.
- Hans Eworth, en Inglaterra desde c. 1549; pintor de retratos y registrado como diseñador para el cargo de Master of the Revels.
- Steven van Herwijck, medallista de retratos, visitó 1562, residente en 1565 hasta su muerte en 1567.
- Steven van der Meulen, llegó en 1560, se naturalizó en 1562, y se mantuvo activo hasta c. 1568.
- Marcus Gheeraerts el Joven, retratador de refugiados protestantes flamencos, que llegó de niño.
- George Gower, retratista inglés.
- Nicholas Hilliard, miniaturista y orfebre de Isabel I desde c. 1572.
- Hieronimo Custodis, exiliado flamenco activo desde 1589 hasta su muerte en 1593.
- William Segar, retratista y heraldo; más tarde Garter Principal Rey de Armas 1607-1633.
- John de Critz el Viejo, llegó de Flandes de niño, retratista
- Robert Peake el Viejo, retratista inglés; también empleado por la oficina del Master of the Revels; más tarde pintor Serjeant bajo el mandato de Jacobo I de Inglaterra y VI de Escocia.
- Isaac Oliver, alumno de Hilliard y posterior rival.
- Rowland Lockey, otro aprendiz de Hilliard.

### Visitantes

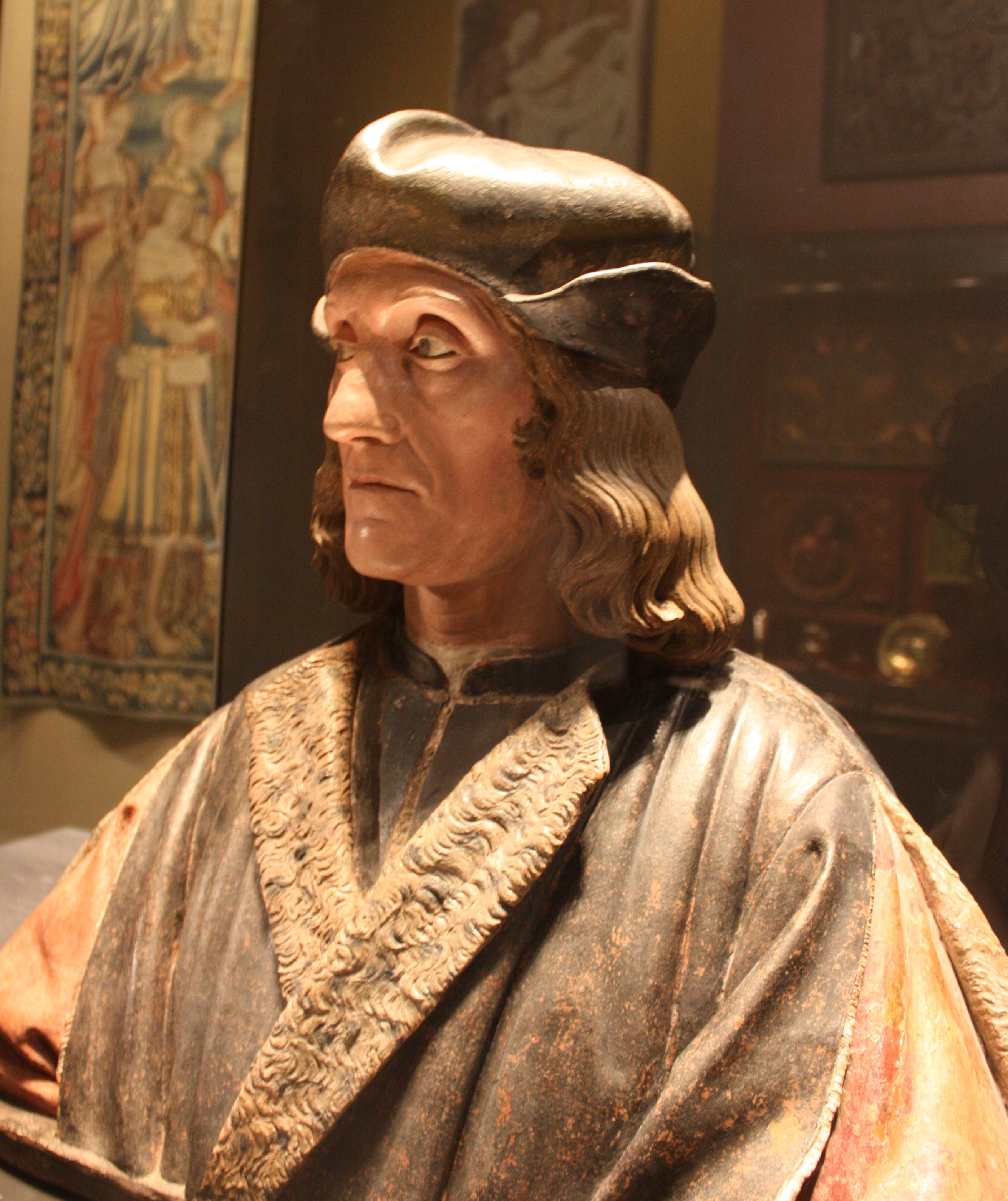
Busto póstumo de terracota de Enrique VII de Inglaterra de Pietro Torrigiano.

- Pietro Torrigiano, escultor florentino, que huyó después de romperle la nariz a Miguel Ángel, hizo la tumba de Enrique VII y otros monumentos en una estancia prolongada. Con Mazzoni, un escultor de retratos poco común en la corte Tudor.
- Posiblemente Guido Mazzoni, escultor florentino mayormente en terracota pintada. Presentó diseños alternativos para la tumba de Enrique, y un busto de terracota pintado por él puede ser de Enrique VIII cuando era niño.[c]
- Michel Sittow probablemente pintó a Enrique VII y un cuadro de Catalina de Aragón para su madre, su mecenas.
- Posiblemente el veneciano Antonio Solario, quien ciertamente pintó un retablo para un mercader londinense en 1514.
- Girolamo da Treviso, contratado principalmente como ingeniero militar (que murió en acción), pero también dejó un cuadro significativo.
- Nicoletto da Modena, traído desde Fontainebleau para el Palacio de Nonsuch.
- Lucas Cornelisz. de Cock,[d] (1495-1552) Retratista y pintor de historia holandés, probablemente en Inglaterra c. 1527-1532, antes de partir a Italia
- William Scrots, empleado por Enrique VIII desde al menos 1545 y retenido por Eduardo VI hasta la muerte del rey en 1553.
- Antonio Moro, el retratista de los Habsburgo, visitó con Felipe II de España.
- Marcus Gheeraerts el Vie.jo, un refugiado protestante flamenco, se quedó nueve años y dejó a su hijo atrás.
- Quentin Metsys el Joven o Massys.
- Cornelis Ketel se quedó ocho años, pintando historias y retratos.
- Lucas de Heere refugiado protestante que regresó a Flandes después de diez años, cuando era seguro hacerlo.
- Joris Hoefnagel, en Inglaterra c. 1569-1571 haciendo dibujos para Civitates Orbis Terrarum; pintó A Fête en Bermondsey mientras estaba en Inglaterra.
- Federico Zuccari visitó durante seis meses, pintando a Elizabeth y Leicester

### Los Pintores Serjeant de la corte Tudor
Los titulares del cargo fueron:

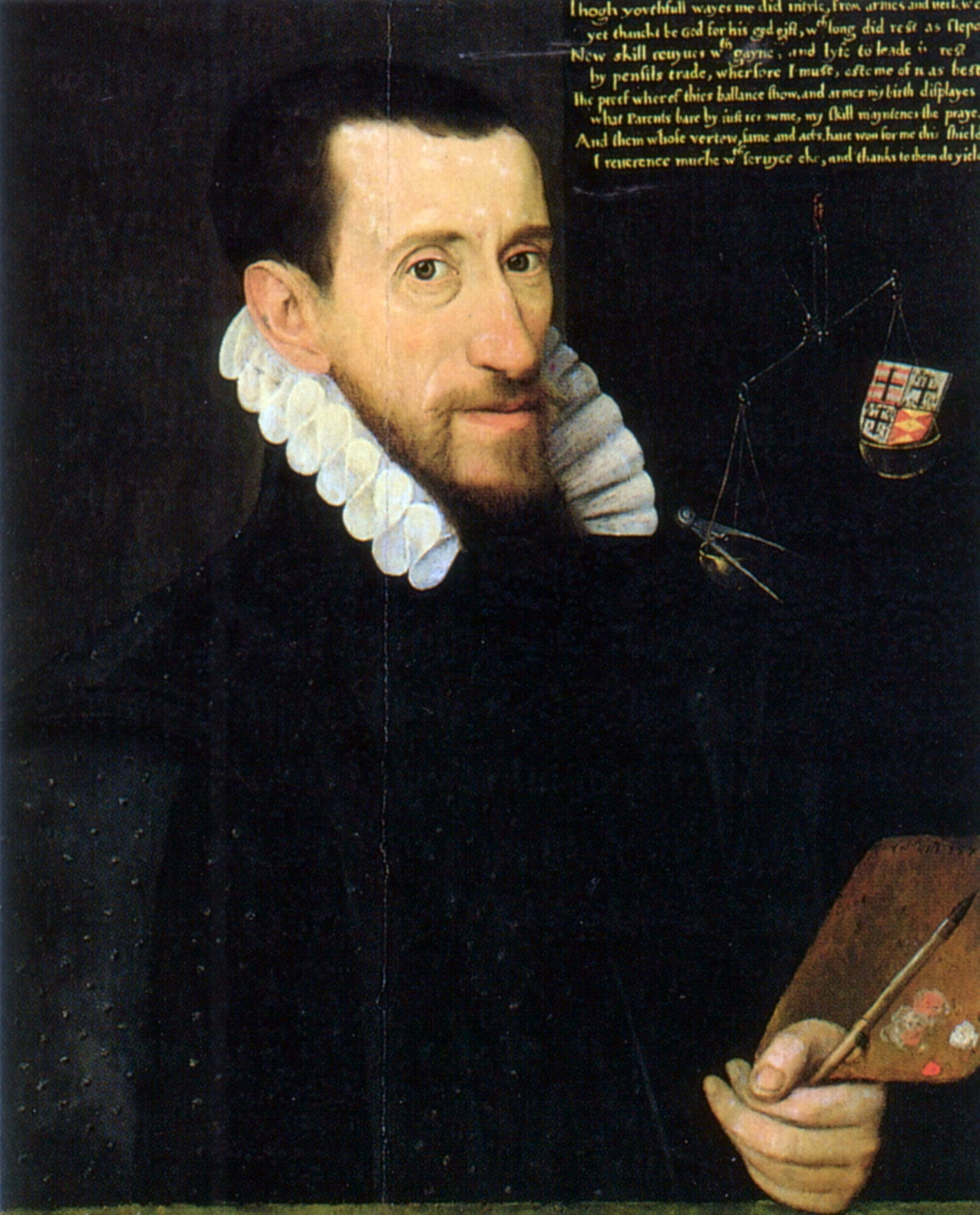
George GowerEl autorretrato de 1579 muestra que sus herramientas como artista superan a las suyas como caballero; fue el primer pintor Serjeant que también fue retratista.

- John Browne, pintor heráldico desde 1502, fue nombrado «Pintor del Rey» en 1511/1512, y como primer Pintor Serjeant en 1527, cuando el artista Lucas Horenbout asumió el cargo de «Pintor del Rey», ahora la posición superior. Browne murió en el cargo en diciembre de 1532.
- Andrew Wright, 1532-1544, del que se sabe poco.
- "Antonio Toto", en realidad Antonio di Nunziato d'Antonio, un alumno florentino de Ridolfo Ghirlandaio, de 1544, que murió en el cargo en 1554. Fue el primer Pintor Serjeant que se puede evidenciar como un artista más que como un artesano. No se sabe que ninguna de sus pinturas sobreviva, pero sus regalos de Año Nuevo a Enrique, presumiblemente su propio trabajo, están documentados como una Calumny of Apelles  (1538/39) y una Story of King Alexander  (1540/41), y luego en 1552 un retrato de un duque «cocido sobre tela de plata» para Eduardo VI. Tenía un colega florentino Bartolommeo Penni, hermano del mucho más distinguido Giovanni Francesco Penni, mano derecha de Rafael Sanzio, y Luca, miembro de la Escuela de Fontainebleau.[17] Ambos probablemente llegaron a Enrique de manos del cardenal Thomas Wolsey, ya que aparecen por primera vez en los relatos justo después de la caída de Wolsey en octubre de 1529. "Toto" había sido contratado en Florencia en 1519 como asistente de Pietro Torrigiano, quien de hecho dejó Inglaterra para siempre más tarde ese mismo año. Toto y Penni pasaron la mayor parte de su tiempo después de 1538 trabajando en el Palacio de Nonsuch, incluyendo elaborados trabajos de estuco para el edificio más avanzado de Enrique, ahora desaparecido.
- Nicolas Lizard (o Lisory), un artista francés, ocupó el puesto desde 1554 hasta su muerte en 1571.[17]
- William Herne o Heron, 1572 a 1580.[17]
- George Gower 1581 hasta su muerte en 1596.
- Leonard Fryer 1596-1607, sobre el que se sabe muy poco, se unió después de la muerte de Elizabeth por
- John de Critz el Viejo de 1603.

## Identificación y atribución

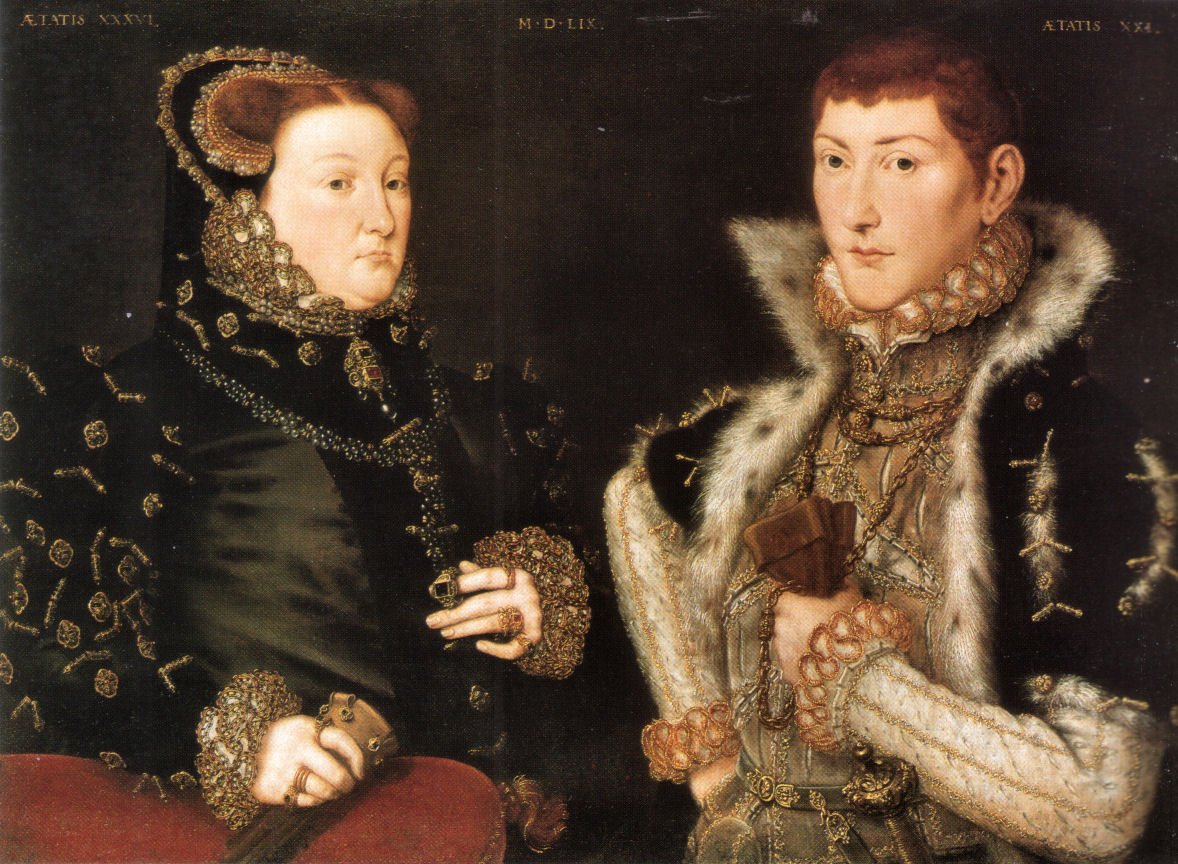
Este retrato fue mal identificado durante 250 años.

Muchas de las imágenes que han sobrevivido han sido desgastadas a lo largo de los años, o «restauradas» incompetentemente. Las inscripciones son a menudo posteriores a las propias pinturas, y pueden reflejar ilusiones; muchas damas Tudor anónimas fueron identificadas como «María I», o, especialmente, una u otra de las reinas de  Enrique VIII, por los propietarios de los cuadros. Se ha dicho que Ana Bolena en particular ha sido objeto de docenas de cuadros; incluso ahora no hay una imagen segura de ella hecha en vida, y la más plausible, es una copia posterior y entre las menos informativas. El único retrato probable de Catherine Howard, una miniatura de Holbein en la Colección Real, solamente se identifica con pruebas circunstanciales.
Una pintura muy conocida (izquierda) fue identificada por George Vertue en 1727 como «Lady Frances Brandon y su segundo marido Adrian Stokes», una atribución que permaneció incuestionable hasta que las niñeras fueron identificadas adecuadamente como Mary Nevill, la Baronesa Dacre y su hijo Gregory Fiennes, el décimo Barón Dacre y el artista como Hans Eworth en 1986.
La atribución a los artistas es todavía más difícil; no todos los artistas firmaron sus obras, y los que lo hicieron pueden no haberlo hecho de manera consistente. Muchos cuadros han sido cortados, ampliados o alterados de manera que dañan o destruyen las inscripciones. Los talleres de artistas a menudo producen copias de las obras del maestro para satisfacer la demanda de retratos, como símbolos de devoción a la Corona o simplemente para poblar las «largas galerías» de moda repletas de retratos.
Las atribuciones se hacen sobre la base del estilo, la niñera, la fecha aceptada y la documentación relacionada, como recibos o facturas de pago e inventarios de colecciones o patrimonios. Ahora es generalmente aceptado que el artista conocido como «El Monogramista HE» es Hans Eworth, pero otras identificaciones siguen siendo esquivas. Algunas de las imágenes más conocidas de la época, como el retrato de Isabel I cuando era una princesa, de 13 años, se han atribuido a muchos artistas a lo largo de los años, pero siguen siendo etiquetadas cautelosamente como «Escuela Flamenca» en los catálogos recientes. Muchos debates académicos también giran en torno a la identificación de posibles retratos de Juana Grey.

## Pagos
Las cuentas reales del período sobreviven, pero no siempre son fáciles de interpretar. Los pagos a menudo cubrían materiales caros, y en muchos casos los salarios de los asistentes tenían que ser pagados con ellos. A continuación se indican algunas anualidades regulares, que suelen complementarse con pagos por trabajos específicos. Pero se esperaba que los receptores dieran obras al monarca, en Año Nuevo o en su cumpleaños.
Rentas reales
- Meynnart Wewyck (como "olde maynerd wewoke paynter"), pago semestral de 100 chelines en 1525.[23]
- Lucas Hornebolte (disidencia académica) £33 6s,[24] o £62 10s desde 1525 «hasta su muerte».[25]
- Hans Holbein £30 (pero hizo más trabajo fuera de la corte).[26]
- Levin.a Teerlinc £40.[27]
- Nicholas Hilliard recibió 400 libras como regalo en 1591, y una anualidad de 40 libras desde 1599;[28] normalmente cobraba 3 libras por una miniatura no real.

Las sumas gastadas en metalurgia, construcción de palacios, y por Enrique VIII en tapices, empequeñecieron estas figuras.

## Galerías

### Miniaturas

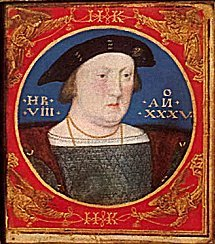
Lucas Horenbout, retrato manuscrito de Enrique VIII de Inglaterra, 1525–1526.
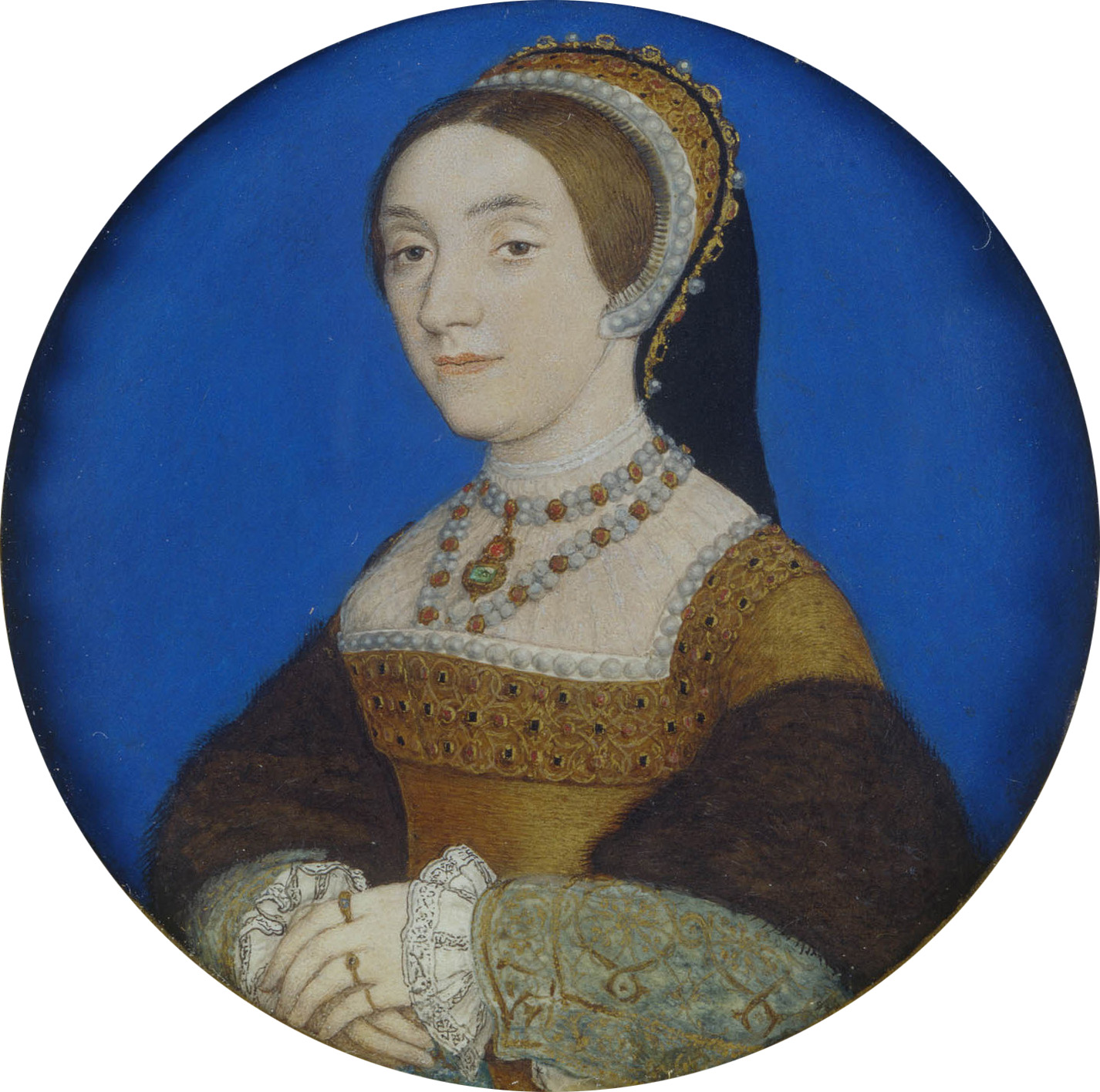
Holbein, Catalina Howard c. 1540; probablemente la única imagen de ella en vida.
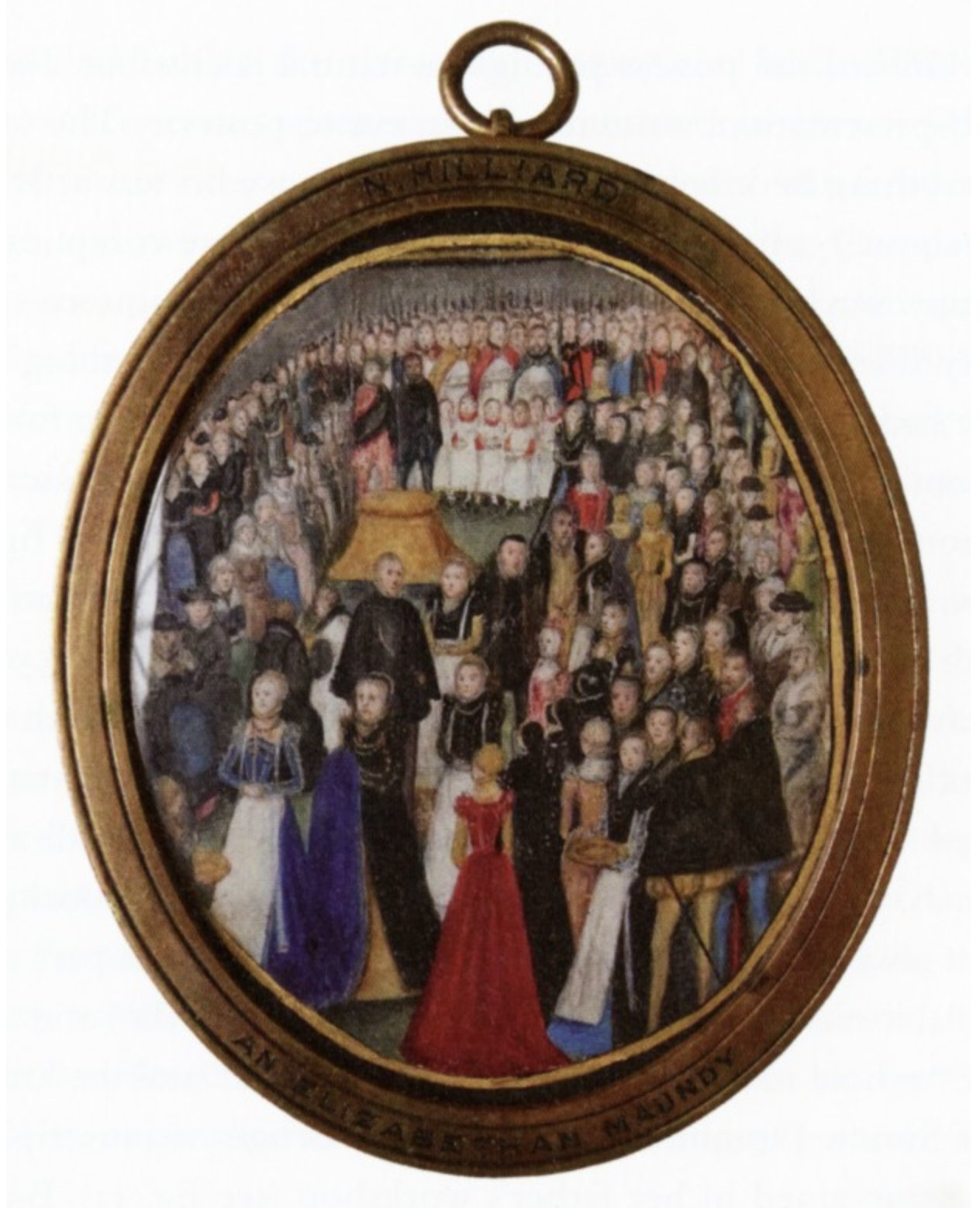
Atribuido a Levina Teerlinc, un Isabelino Maundy, c. 1560.
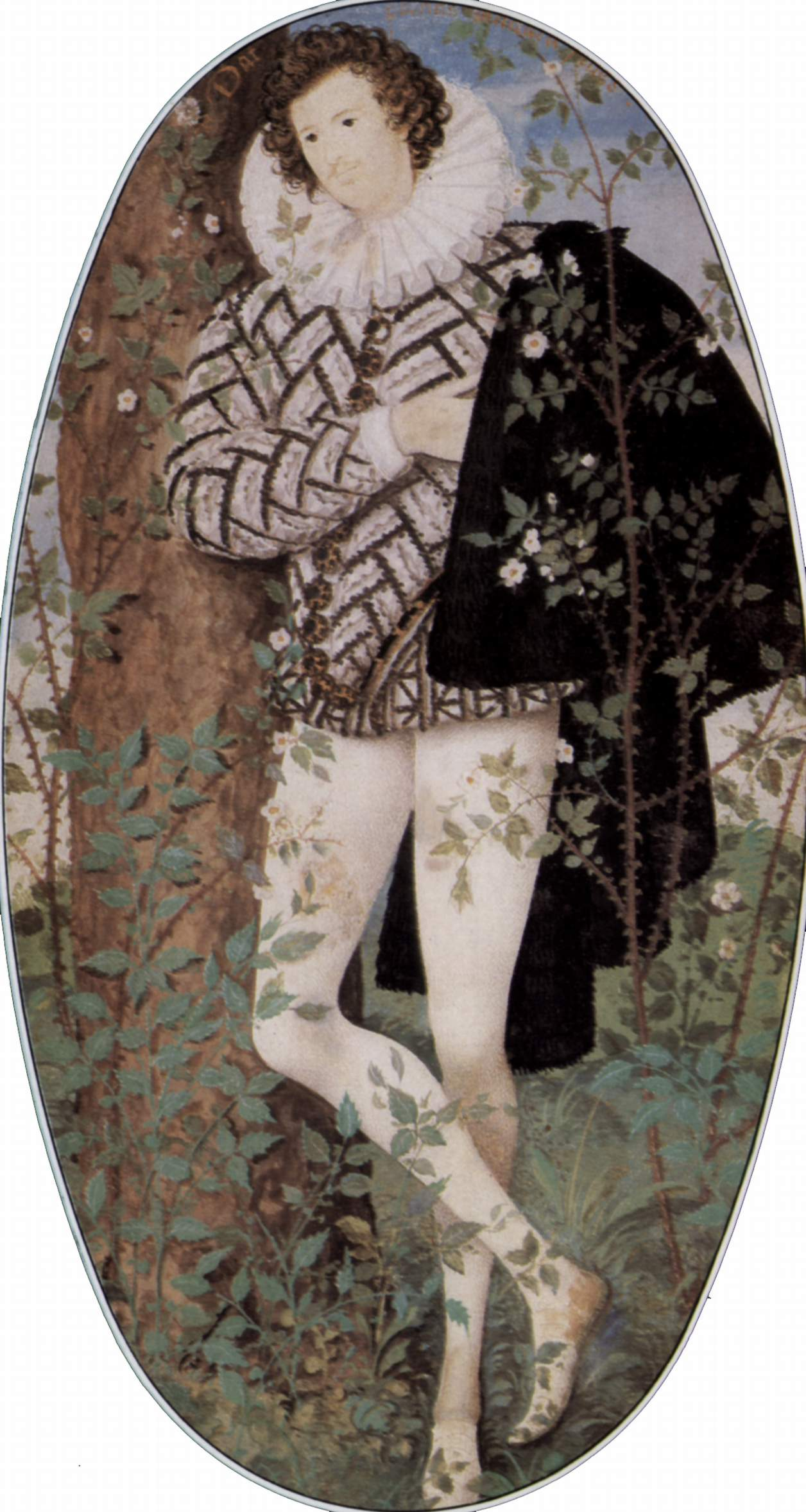
Nicholas Hilliard, Young Man Amongst Roses c. 1588.

### Dibujos preparatorios

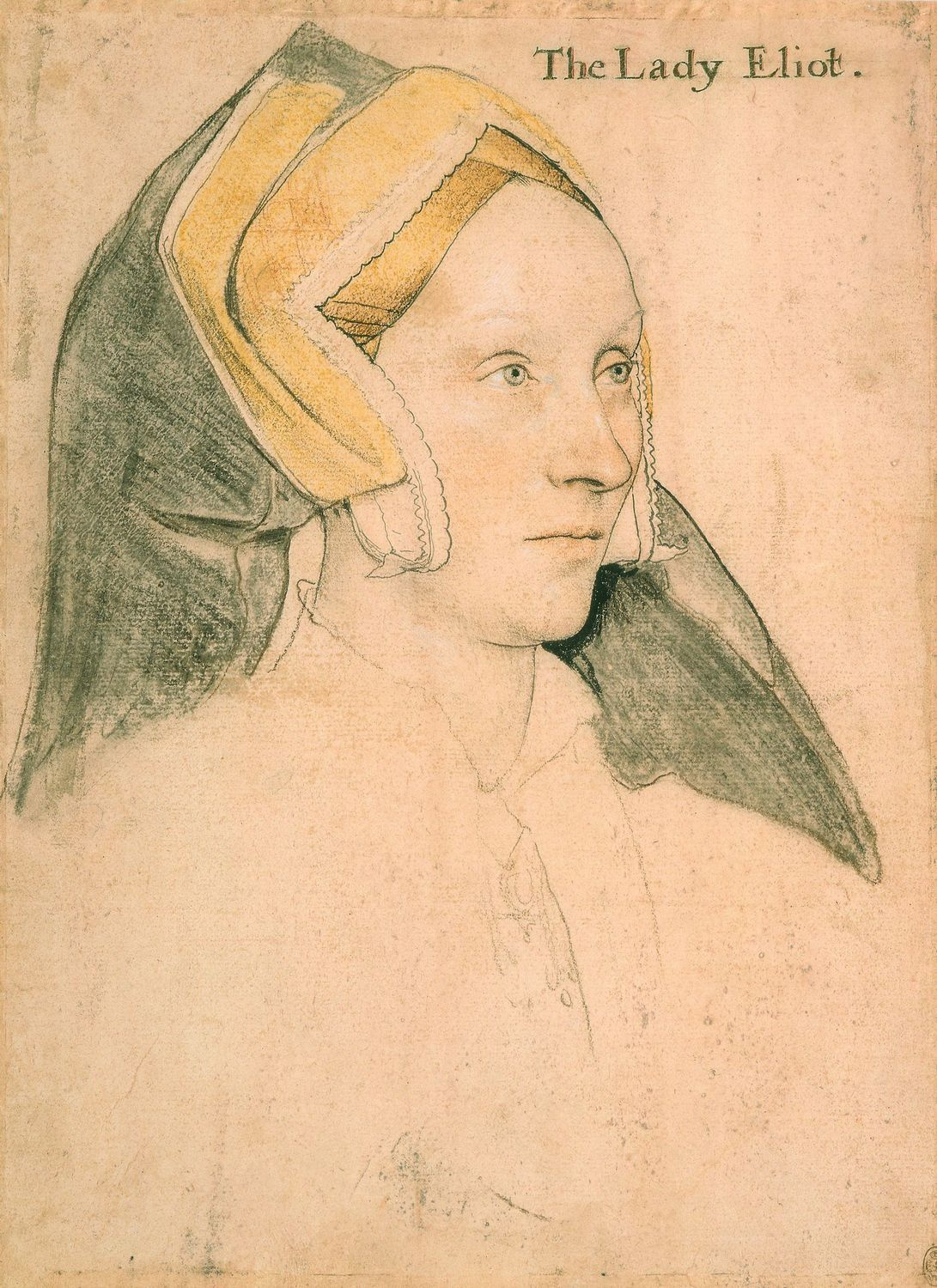
Boceto de Lady Elyot de Hans Holbein el Joven con tiza, pluma y pincel sobre papel, 1532–33, Colección Real, Windsor
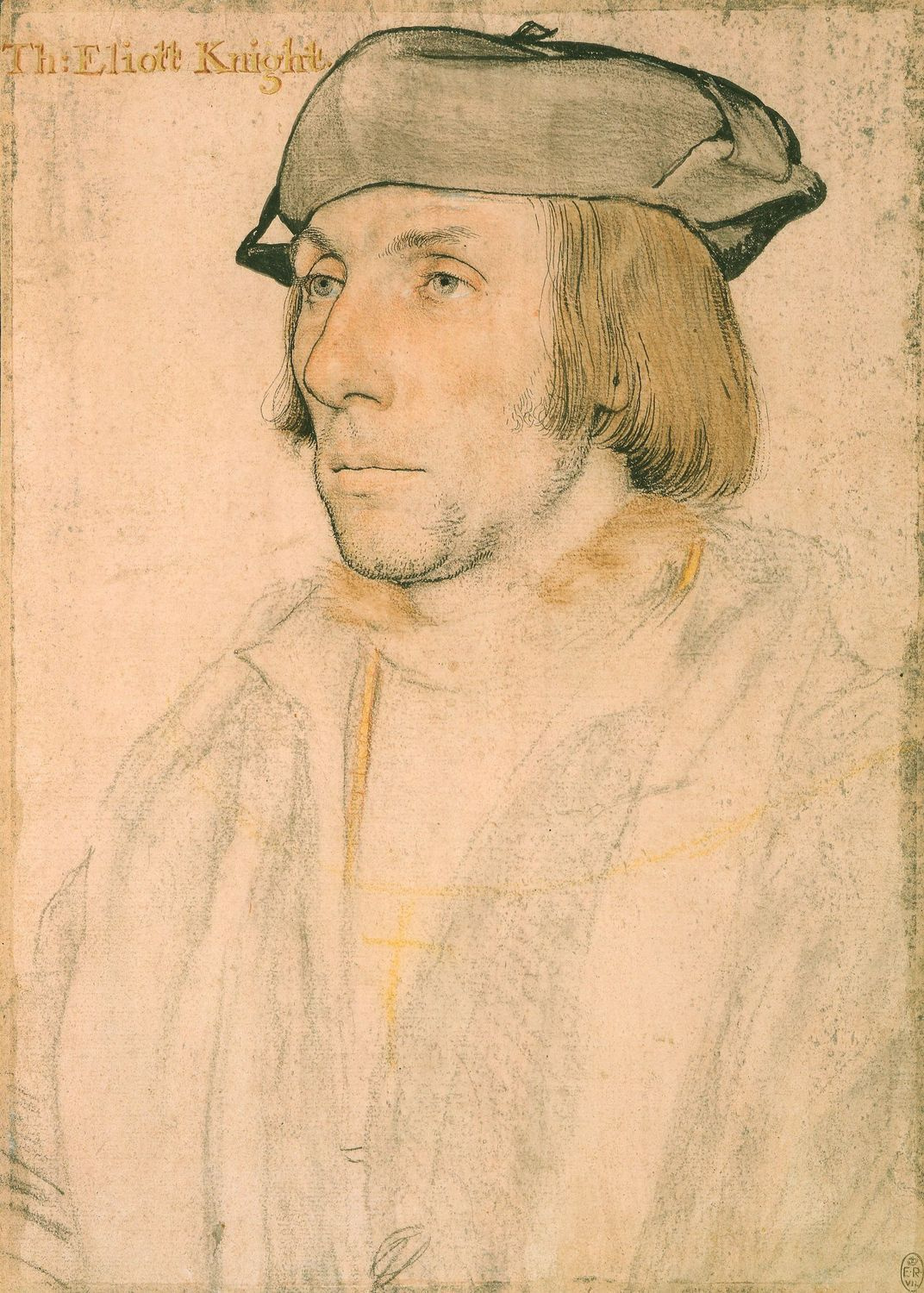
Boceto complementario de Sir Thomas Elyot por Holbein , Royal Collection, Windsor. Ninguno de los dos retratos ha sobrevivido.
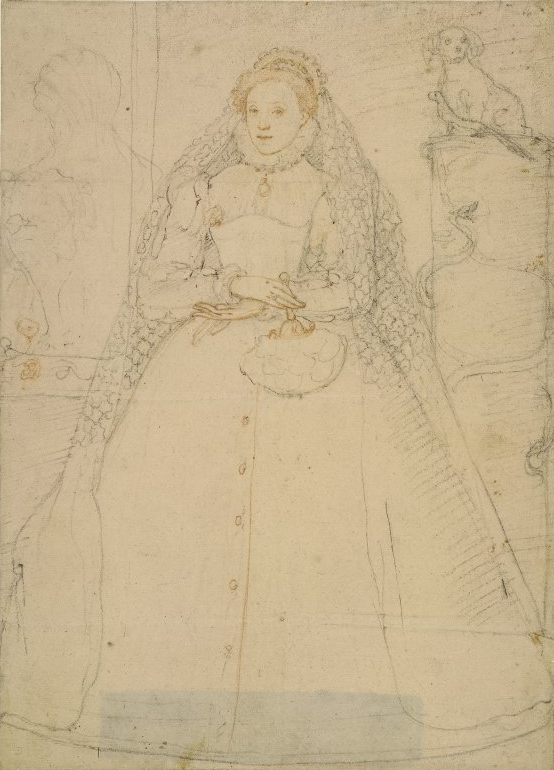
Boceto preliminar a tiza para un retrato de Isabel I de Inglaterra por Federico Zuccari, década de 1570, que no ha sobrevivido.

### Pintura sobre tabla

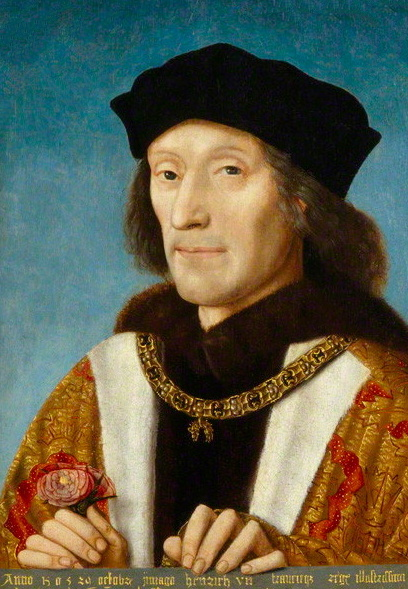
Retrato de Enrique VII que ya no se cree que sea de Michael Sittow, c. 1505.
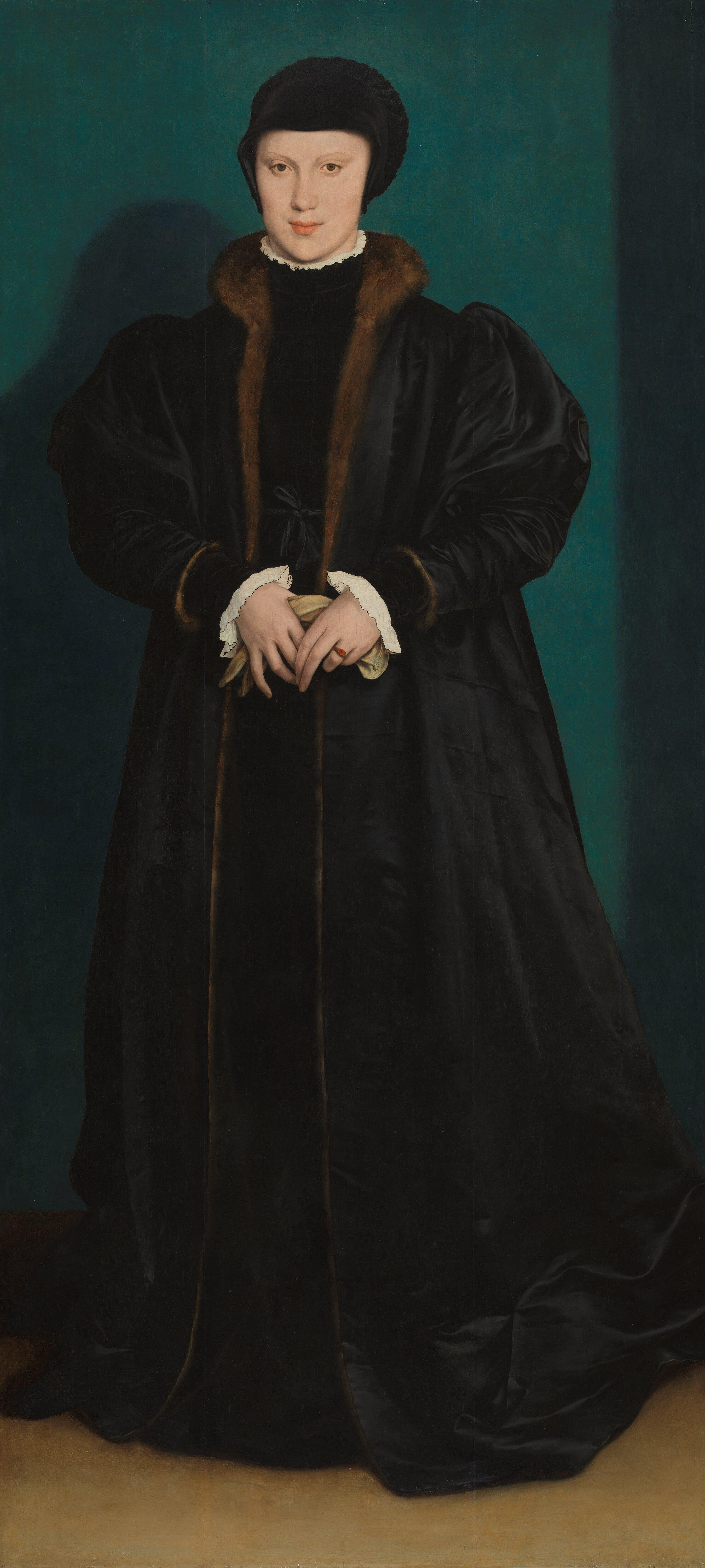
Cristina de Dinamarca de luto, 1538. Una futura esposa para Enrique VIII, a quien Hans Holbein el Joven fue enviado para interpretarla.
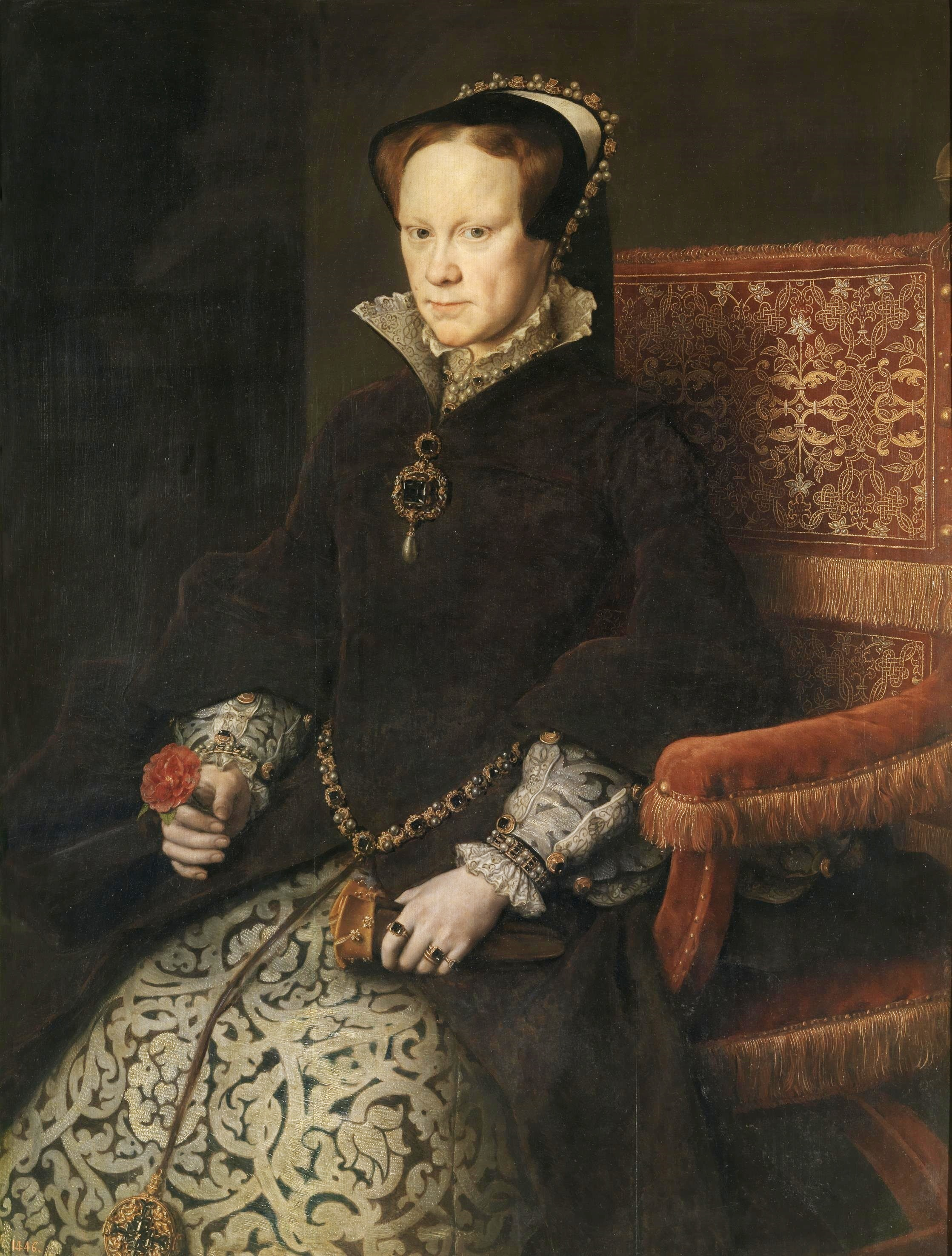
María I de Inglaterra por Antonio Moro, c. 1541.
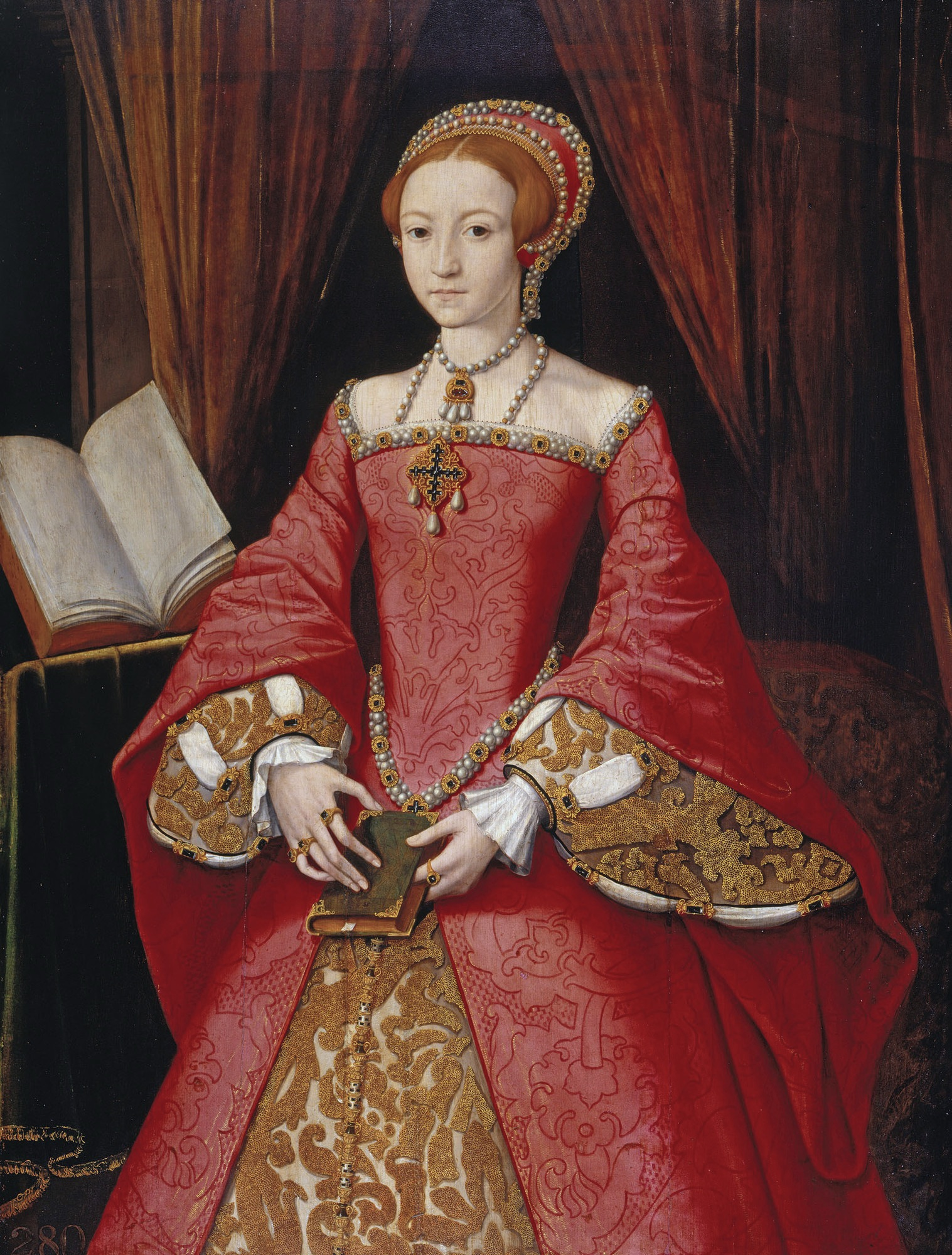
Isabel I como princesa, anteriormente atribuida a William Scrots, c. 1546.
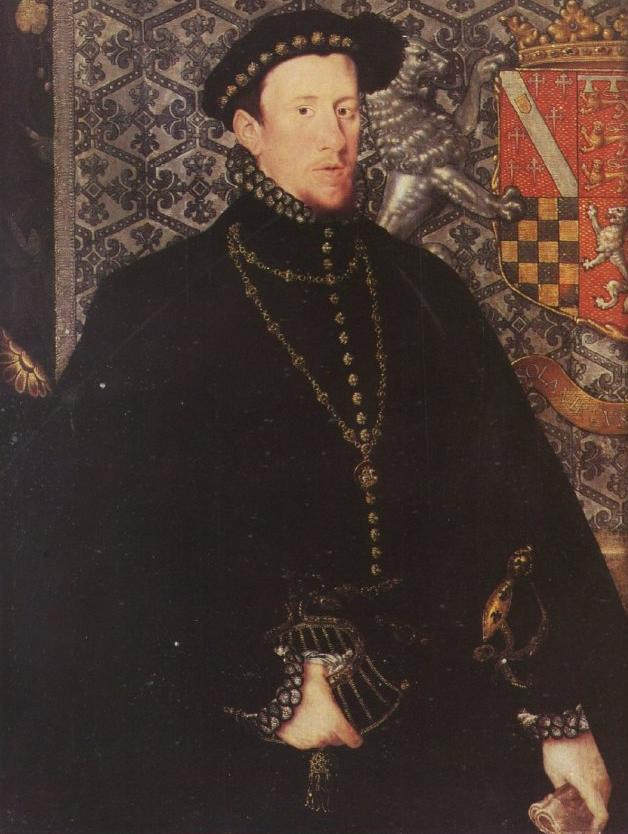
Thomas Howard, cuarto duque de Norfolk por Hans Eworth, 1563.
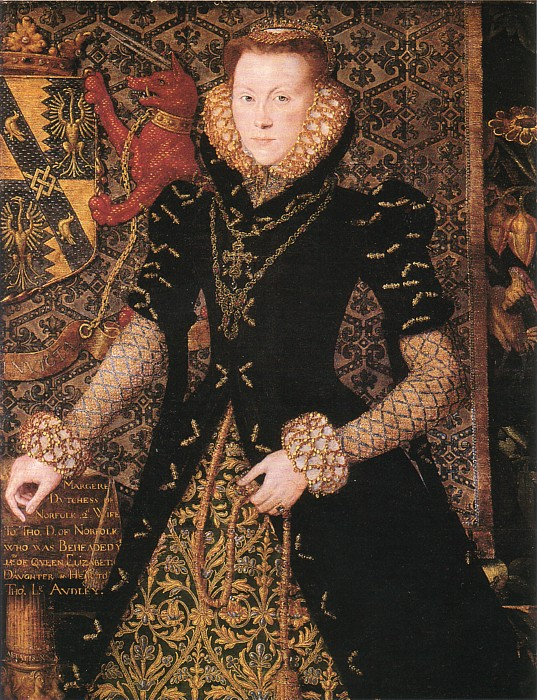
Margaret Audley, duquesa de Norfolk, 1562, compañera del retrato del duque, por Hans Eworth.
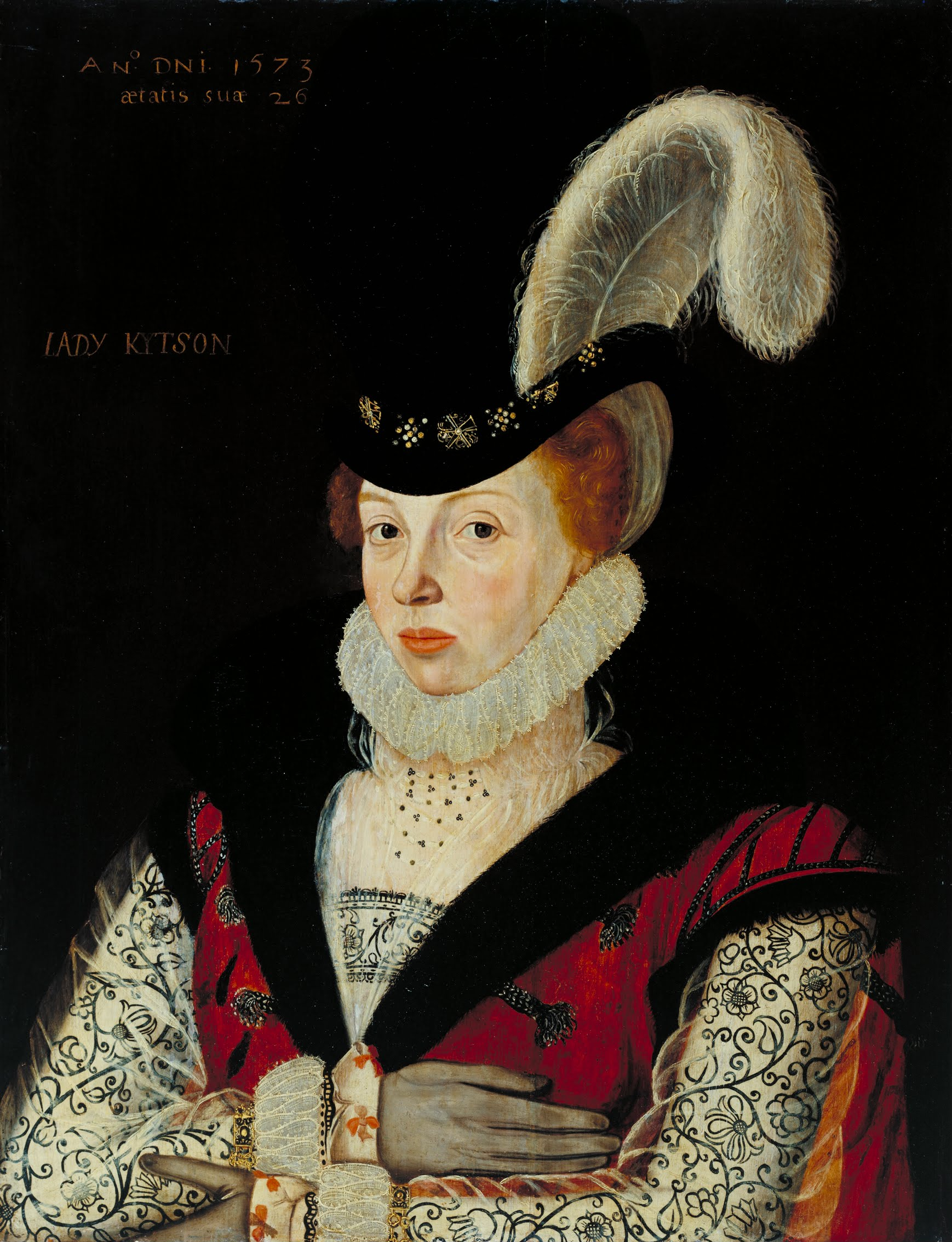
Retrato de Lady Kitson por George Gower, 1573
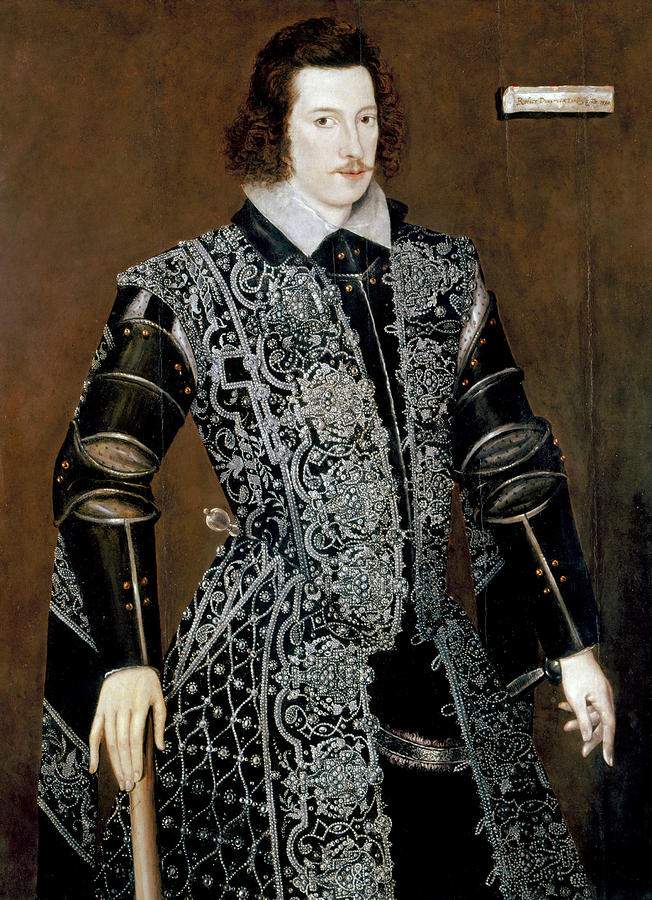
Robert Devereux, II conde de Essex con armadura inclinada por William Segar, 1590

### Pintura sobre lienzo

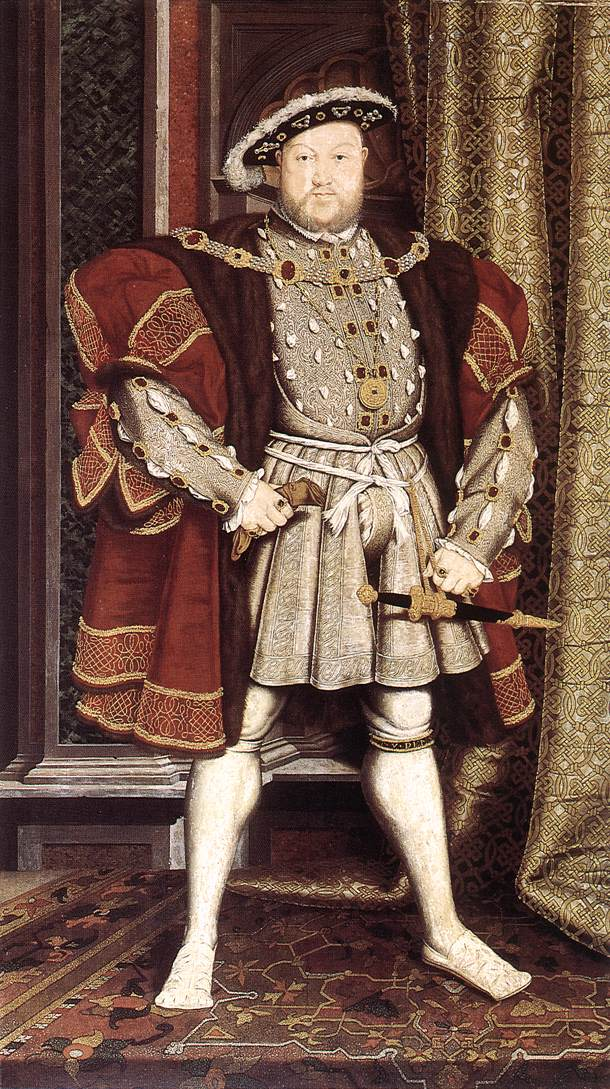
Enrique VIII según un Holbein de 1537. Copia posterior de un artista desconocido después del mural destruido de Hans Holbein el Joven en el Palacio de Whitehall.[g]
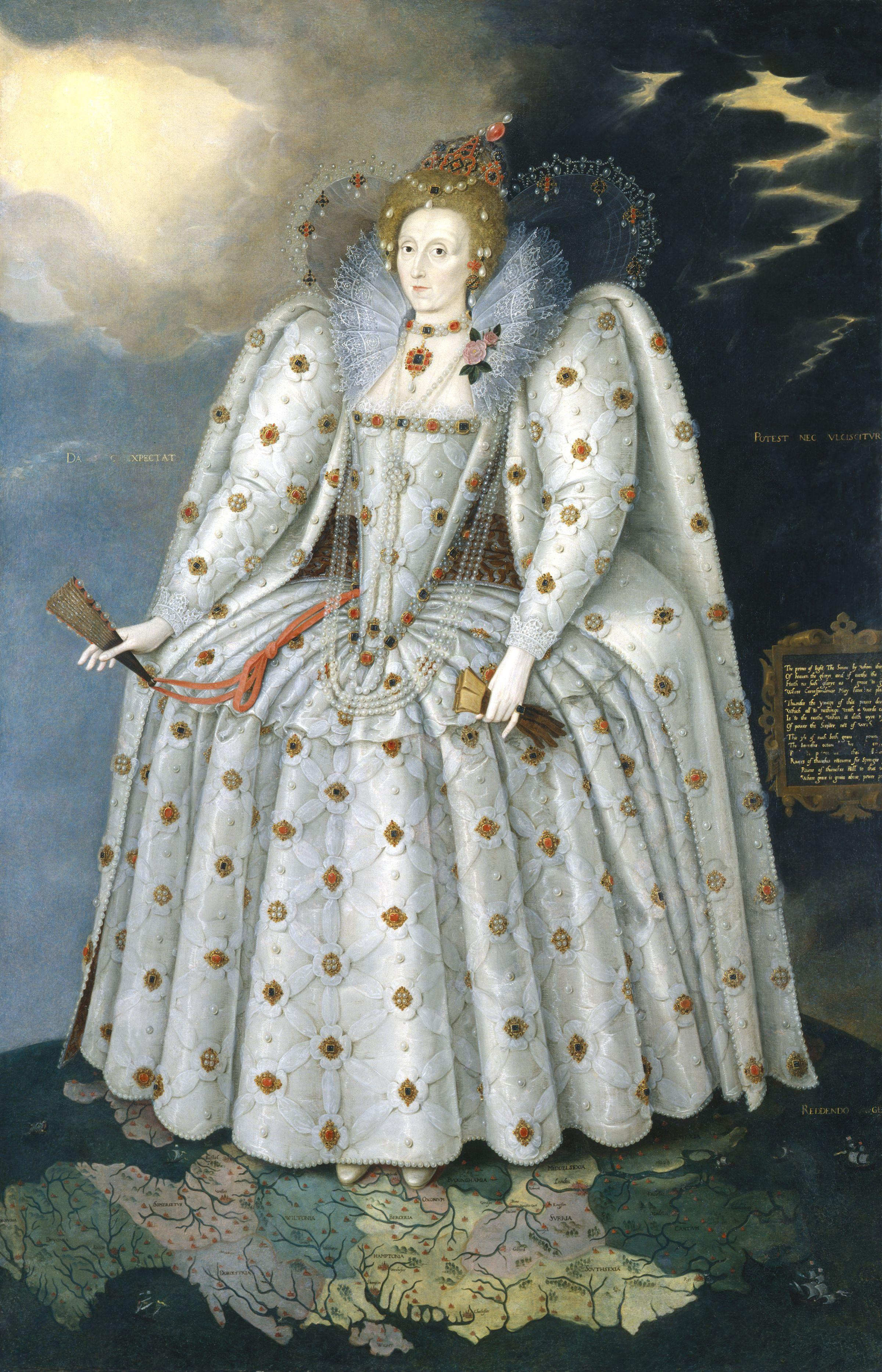
El retrato de Ditchley de Isabel I por Marcus Gheeraerts el Joven , 1592.